# Илек (Челябинская область)
И́лек — село в Ашинском районе Челябинской области России. Административный центр Илекского сельского поселения.

## География
Село находится на берегу рек Илек и Сиделька, рядом с административной границей с Башкортостаном.

### Часовой пояс
Село Илек, как и вся Челябинская область, находится в часовой зоне МСК+2. Смещение применяемого времени относительно UTC составляет +5:00.

## Население
| 2002 | 2010 |
| ---- | ---- |
| 200  | ↘81  |

### Половой состав
По данным Всероссийской переписи, в 2010 году численность населения села составляла 81 человек (33 мужчины и 48 женщин).

## Улицы
| - ул. 1 Мая, - ул. Гагарина, - ул. Курчатова, | - ул. Набережная, - ул. Пушкина, - ул. Советская. |

## Инфраструктура
В селе функционирует общеобразовательная школа — филиал средней школы № 26 посёлка городского типа Кропачёво.